# Skien
Skien (uttalas sjé-en (fil) och skrevs fram till 1814 Scheen) är en stad som utgör centralort i Skiens kommun och residensstad i Telemark fylke i södra Norge. Staden utgör en del av den sammanväxta tätorten Porsgrunn/Skien.

## Historia
Skien är ett av Norges äldsta stadssamhällen och uppstod sannolikt runt år 1000, vilket fastslogs av arkeologen Siri Myrvoll på 1970-talet. Det äldsta privilegiebrevet utfärdades av Håkan Magnusson (kung Håkon VI) år 1358 då Skien officiellt blev en köpstad. Den industriella utvecklingen kom igång redan på 1500-talet och Fossum Jernverk startade. År 1600 räknar man med att cirka tusen personer bodde i Skien, vilket kan jämföras med 2 000-3 000 personer i det dåtida Christiania (Oslo). På 1600- och 1700-talen inträffade många förödande stadsbränder. 1800-talet präglades av den tekniska utvecklingen, Skien-Norsjøkanalen öppnade 1862, 1864 ett gasverk, järnväg 1882 och Norges första  kommersiella elektricitetsverk 1885. Ytterligare en brand 1886 förstörde bebyggelsen på 244 tomter och vid återuppbyggnaden förbjöds trähusbebyggelse genom att ett så kallat murtvång infördes i stadsplanen.
Nära Skien ägde det så kallade Menstadsslaget (Norges motsvarighet till Ådalshändelserna) rum år 1931. Den dåvarande försvarsministern Vidkun Quisling sände armé och marinförband för att stävja sammanstötningar mellan strejkande och strejkbrytare. Det kom dock inte till några dödsoffer.
Skien har under 1900-talet växt samman med grannstaden Porsgrunn och räknas statistiskt som ingående i en gemensam tätort, Porsgrunn/Skien.

## Idrott
I Skien finns Norges äldsta existerande fotbollsklubb, Odds BK, som spelar sina hemmamatcher på Skagerak Arena.

## Bilder

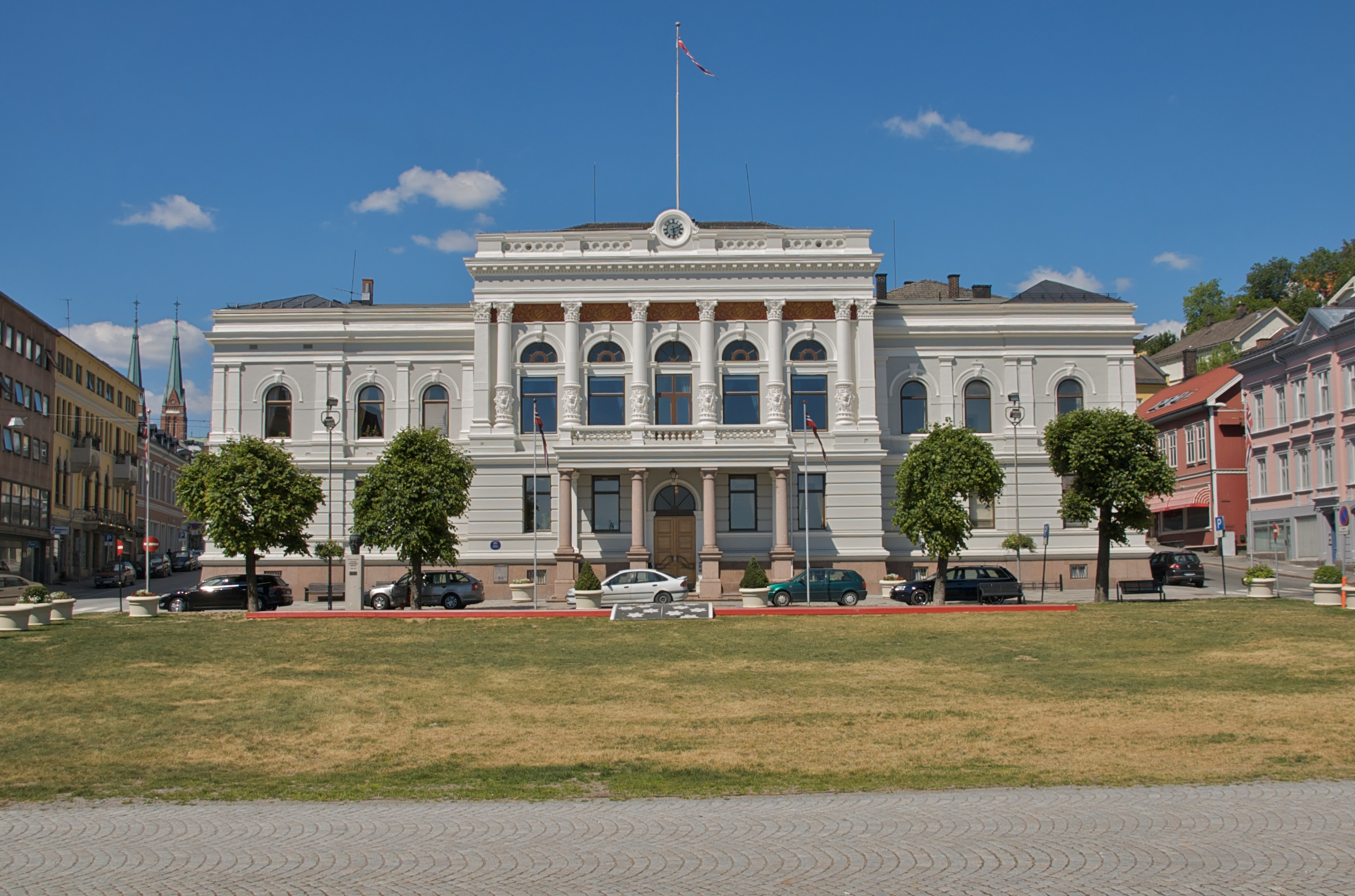
Rådhuset i Skien.
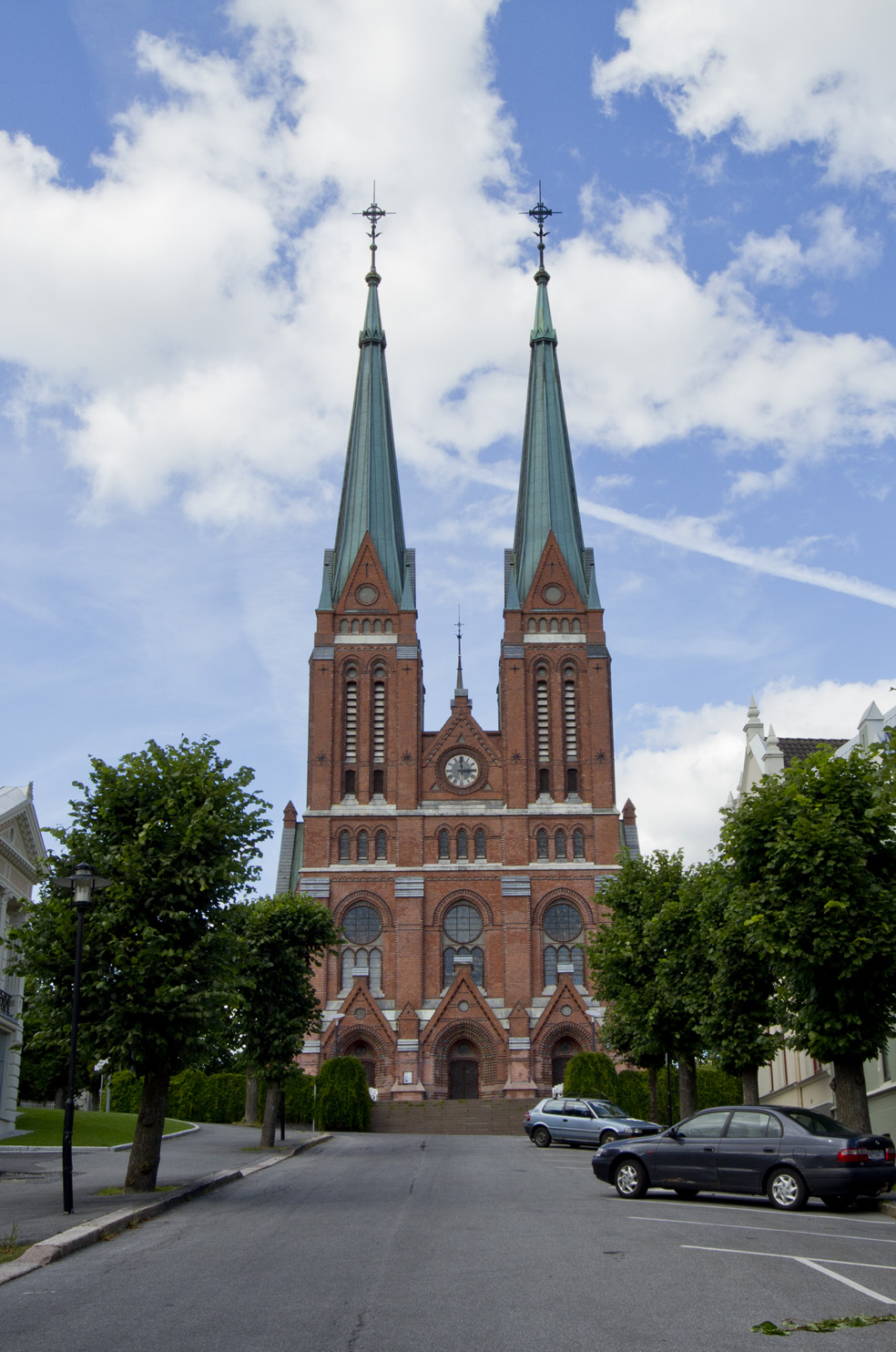
Skiens kyrka.

## Kända personer från Skien
- Gregorius Dagsson (död 1161), kungens lendmann
- Severin Løvenskiold (1777–1856), riksståthållare, norsk statsminister i Stockholm och adelsman
- Henrik Ibsen (1828–1906), dramatiker
- Gunnar Knudsen (1848–1928), partiledare (V) och statsminister
- Hjalmar Johansen (1867–1913), polarforskare och sportsman
- Peter Andreas Munch (1810–1863), historiker och nationsbyggare
- Sverre Løberg (1905–1976), stortingsledamot (Ap) och motståndsman
- Tor Åge Bringsværd (1939–), författare
- Bjørn Tore Godal (1945–), stortingsledamot och statsråd (Ap)
- Jon Fredrik Baksaas (1954–), före detta VD för Telenor
- Bård Tufte Johansen (1969–), komiker och programledare
- Morten Wierod (1972–), VD för ABB
- Victoria Nadine (artistnamn för Victoria Karlskås Andersen) (1999–), sångerska